# Ochranovský sbor při Českobratrské církvi evangelické v Koberovech
Farní sbor Českobratrské církve evangelické v Koberovech byl sborem Českobratrské církve evangelické v Koberovech. Sbor spadal pod Ochranovský seniorát.
Sbor administroval farář Jiří Polma z Železného Brodu, po jeho úmrtí 28. 4. 2018 nebyl nový administrátor ustanoven. Kurátorem sboru byl Aleš Kačer.
Rozhodnutím prvního zasedání 35. synodu Českobratrské církve evangelické byl sbor 9. 7. 2019 sloučen se sborem v Železném Brodě a stal se jeho kazatelskou stanicí.

## Faráři sboru
- Václav Kačer (1968–2009)

## Bohoslužby
Bohoslužby kazatelské stanice se konají každou neděli v 8:15 hodin.